# 長船なお美
長船なお美（おさふね なおみ、1964年3月25日 - ）は、熊本県を拠点に活動しているローカルタレントである。熊本市出身。血液型はO型。九州女学院高等学校（現・ルーテル学院高等学校）卒。

## 略歴・人物
RKK熊本放送自社制作のテレビ・ラジオ番組において司会やリポーター、ラジオパーソナリティとして数多く出演しており、「RKKワイド夕方いちばん」では、2002年4月の番組開始当初からメインキャスターを務めている。
二児の母親。
『チーム・マイナス6%』のプロジェクトの一つである『宴でうちエコ！プロジェクト』のラジオ環境大臣を務めている（ラジオ環境大臣は他に24名いる）。

## 出演番組

### 2020年7月現在
テレビ
- くまパワJ（熊本朝日放送、2019年4月-）
  - 初回出演時等、「夕方いちばん」等で共演していたかめきちと共演することもある[2]。

ラジオ
- とんでるワイド 大田黒浩一のきょうも元気!（RKK熊本放送、2015年4月-）
  - 火曜日担当。2019年1月7日-5月28日の間、加納麻衣産休中の代理で月曜日も担当。

### 過去
テレビ
- RKKワイド夕方いちばん（2002年4月 - 2015年3月、熊本放送） - メインキャスター（全曜日→月曜〜水曜）
  - 2003年～2004年頃産休で休演。番組内の企画で同番組の女性司会者である野溝美子と2人で登場するとき、総称として「なおみこ」と呼ばれることがあった。
- 週刊山崎くん（熊本放送）
- アグリウォッチング（熊本放送）
- 窓をあけて九州（熊本放送製作分）
- つながる・支える〜ぬくもりの医療・阿蘇立野病院〜（ - 2019年3月、熊本放送）

ラジオ
特記除き熊本放送の番組。
- おー!わらナイト（「夕方いちばん」の番組司会者である木村和也や月曜レギュラーの藤本一精もこの番組に出演していた）
- ラジカロチン（水曜から金曜を担当。月曜・火曜は「夕方いちばん」の月曜レギュラーの藤本一精が番組パーソナリティーを務めていた）
- 情報満載鉢盛りラジオ→毎度おなじみ鉢盛りラジオ（水曜から金曜を清原憲一アナと担当）
- Oh!昼のほっとタイム
- かたるバッ!